# Springborn (Familienname)

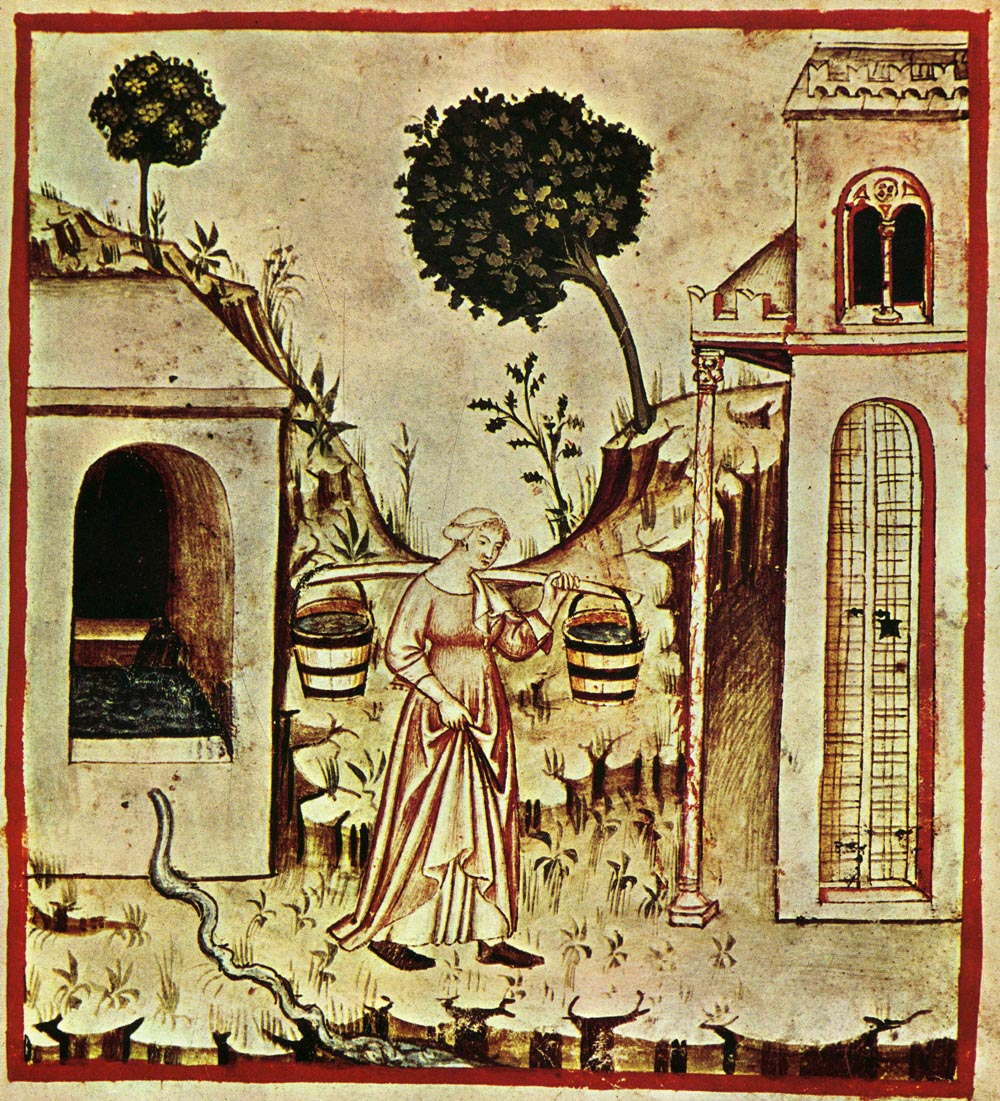
Darstellung eines mittelalterlichen Brunnens, 14. Jhd.

Springborn ist ein Familienname norddeutscher Herkunft.

## Herkunft und Bedeutung
Der Name Springborn geht auf den Wohnplatz des ersten Namensträgers zurück, welcher in der Nähe eines Springborn, d. h. einer Quelle bzw. eines Brunnens wohnte (mnd. sprink = ‚Quelle‘, mnd. born = ‚Brunnen‘). Der Name ist im niederdeutschen Sprachraum entstanden, was seine heutige Verbreitung in Deutschland widerspiegelt. Eine Ableitung des Namens vom Ort Springborn in Ostpreußen ist unwahrscheinlich, da der Nachname auch vor 1945 und somit vor der Flucht und Vertreibung der Deutschen östlich von Oder und Neiße weder in West- noch Ostpreußen, noch außerhalb des Stettiner Raumes in Hinterpommern in relevanter Zahl vertreten war. Vielmehr gehen sowohl der ostpreußische Ort als auch der Nachname auf die gleiche Bedeutung zurück.

## Verbreitung

### Deutschland
Springborn ist, gemessen am deutschen Telefonbuch vom 31. Dezember 2002, in seiner Häufigkeit ein mittelmäßig auftretender Familienname in Deutschland (228 Telefonbucheinträge). Die meisten Namensträger davon wohnen in Nordrhein-Westfalen, gefolgt von Berlin und Brandenburg. Gemessen an der geringen Bevölkerungsdichte ist der Anteil aber auch in Mecklenburg-Vorpommern besonders hoch. Betrachtet man auf Verbreitungskarten den Nachnamen Springborn und wählt die relative Häufigkeit, welche die Bevölkerungsdichte mit einbezieht, so fällt auf, dass sich der größte Teil der Namensträger im Landkreis Uckermark in Brandenburg und in etwas geringerer Zahl in dessen umliegende Nachbarkreise verteilt: die ehemaligen Kreise Mecklenburg-Strelitz und Uecker-Randow in Mecklenburg-Vorpommern und die Kreise Oberhavel, Barnim und Märkisch-Oderland in Brandenburg. Diese Häufung kann ein Hinweis auf den Entstehungsraum des Nachnamens sein. Jedoch muss der Familienname nicht auf einen einzigen Ursprung zurückgehen. Mehrere Familien des gleichen Namens können theoretisch auch parallel zueinander entstanden sein, die lediglich die Bedeutung des Namens gemeinsam hätten.

### USA
Im Zuge der Auswanderung deutscher Familien und Einzelpersonen in die USA hat sich der Familienname Springborn auch dort in bestimmten Bundesstaaten verbreitet. Es sind v. a. Staaten, die an den Großen Seen im Norden der USA gelegen sind. Die meisten Springborns leben in Wisconsin, gefolgt von Michigan, Illinois, Minnesota und Ohio. In allen anderen Bundesstaaten ist die Anzahl an Namensträgern sehr gering.

## Varianten
- Springhorn (DE)
- Sprinkborn (DE)
- Sprinckborn (DE)
- Sprengborn (USA)
- Springbohrn (USA)
- Springborne (USA)
- Springbourn (USA)
- Springbourne (USA)
- Springburn (USA)

## Bekannte Namensträger
• Finn Ole Springborn (* 1994), deutscher Profisurfer
- Arnold Springborn, Verfasser der nationalsozialistischen Hetzschrift Über Lügen und Leichen zum Empire. Englands blutiger Weg zur Weltmacht. (1942)[4]
- Beatrice Rose Donath Springborn (* 1975), amerikanische Filmproduzentin[5][6][7]
- Boris A. M. Springborn (* 1971), deutscher Mathematiker mit Fokus auf Differentialgeometrie[8][9]
- Erich von Springborn (1864–1932), deutscher Chemiker, ließ 1919 patentieren: Verfahren und Vorrichtung zur Verarbeitung von Torf zu einem wasserfreien Erzeugnis von hohem Brennwerte[10][11]
- Hermann Springborn (1905–1964), deutscher Maler[12]
- Katinka Springborn (* 1971), deutsche Schauspielerin[13]
- Matthias Springborn, deutscher Ingenieur, Direktoriumsmitglied der EOTA, sowie Vize-Präsident und Vorsitzender der Technischen Kommission der UEAtc[14]
- Michael Springborn, amerikanischer Ressourcen- und Umweltökonom[15]
- Norbert Springborn (* 1945), deutscher Gewerkschafter, SPD-Politiker und ehemaliger Abgeordneter der Hamburgischen Bürgerschaft
- Otto Springborn (1890–1944), deutscher Schlosser und Widerstandskämpfer gegen das NS-Regime[16][17]
- Radina Springborn, deutsch-bulgarische Malerin[18]
- Robert Carl Springborn, amerikanischer Chemiker und u. a. Gründer des Springborn-Stipendiums („Springborn Fellowship“) der SMFU Boston[19][20] und der „Springborn Postdoctoral Fellowships“ der University of Illinois[21]
- Rudolf Springborn (1867–1928), erster Pfarrer der Stettiner Bugenhagen-Gemeinde
- Torben Springborn (* 1990), deutscher Kampfkünstler und Youtuber
- William J. Springborn (1866–1942), amerikanischer Lokalpolitiker (Republikaner) aus Cleveland[22]